# فاطمة بن محمود
فاطمة بن محمود هي شاعرة وكاتبة وإعلامية تونسية، من مواليد مدينة تونس، حاصلة على شهادة بكالوريوس فلسفة من كلية الآداب بالجامعة التونسية عام 1994، وكانت مراسلة لمجلة «الإمارات الثقافية» عند تأسيسها عام 2013، وشغلت منصب رئيس مؤسس لجمعية الكاتبات المغاربيات فرع تونس منذ 2018، اختارها المجمع التونسي للآداب والعلوم والفنون (بيت الحكمة) من أبرز الشخصيات التونسية الأدبية في النصف الثاني من القرن العشرين.

## مناصب وعضوية
- عضو الهيئة الادارية لاتحاد الكتّاب التونسيين في دورة 2011 - 2013.
- عضو مؤسس للرابطة العربية لكُتّاب القصة القصيرة جداً بالمغرب عام 2013.
- عضو في «المؤسسة التونسية لحقوق المؤلف والحقوق المجاورة» منذ 2013.
- عضو مؤسس في المكتب التنفيذي للاتحاد العربي لأندية القصة بالخرطوم سنة 2017.
- عضو مؤسس و رئيسة جمعية الكاتبات المغاربيات بتونس سنة 2017.
- عضو مؤسس لرابطة كاتبات افريقيا بالرباط (رئيسة فرع تونس) سنة 2023.

## أعمالها
أصدرت فاطمة بن محمود العديد من الكتب في أجناس أدبية مختلفة.
| العنوان                         | النمط الأدبي      | الناشر                        | بلد النشر | عدد الصفحات | تاريخ النشر |
| ------------------------------- | ----------------- | ----------------------------- | --------- | ----------- | ----------- |
| رغبة أخرى لا تعنيني             | الشعر             | -                             | تونس      | 80          | 1998        |
| ما لم يقله القصيد               | الشعر             | -                             | تونس      | 80          | 2006        |
| امرأة في زمن الثورة             | الرواية           | منشورات كارم الشريف           | تونس      | 154         | 2011        |
| الوردة التي لا أسميها           | الشعر             | -                             | تونس      | 64          | 2012        |
| أحلام تمد أصابعها*              | نصوص مفتوحة       | دار الوطن                     | المغرب    | 116         | 2012        |
| لا توقظ الليل                   | الشعر             | دار الثقافية للنشر            | تونس      | 100         | 2013        |
| من ثقب الباب                    | القصة القصيرة جدا | دار الوطن                     | المغرب    | 84          | 2013        |
| الغابة في البيت                 | القصة القصيرة جدا | دار المنتدى للثقافة و الاعلام | تونس      | 80          | 2017        |
| في حدائق القص المغربي           | النقد الأدبي      | دار الوطن                     | المغرب    | 178         | 2018        |
| ما لا تقدر عليه الريح           | الشعر             | دار ميارة                     | تونس      | 108         | 2019        |
| الملائكة لا تطير                | الرواية           | دار زينب للنشر                | تونس      | 290         | 2020        |
| صديقتي قاتلة                    | أدب اليوميات      | دار الكتاب                    | تونس      | 280         | 2021        |
| ليلى العثمان والكتابة من الداخل | النقد الأدبي      | دار الوطن                     | المغرب    | 122         | 2022        |
| زمن الغبار                      | الرواية           | دار زينب للنشر                | تونس      | 262         | 2023        |

(*) بالإشتراك مع الكاتب المغربي عبد الله المتقي.
تُرجمت لها نصوص إلى لغات متعددة، وصدر عنها كتابان في اللغتين الفرنسية والفارسية.
| العنوان                        | اللغة    | المترجم       | الناشر   | بلد النشر | عدد الصفحات | تاريخ النشر |
| ------------------------------ | -------- | ------------- | -------- | --------- | ----------- | ----------- |
| از سوراخ در                    | الفارسية | رحيم فروغي    | پیدایش   | إيران     | 124         | 2012        |
| Des vagues qui ne refluent pas | الفرنسية | الطاهر لكنيزي | Edilivre | فرنسا     | 180         | 2014        |

كُتب عنها مقالات و مقاربات نقدية صدر بعضها في كتب مشتركة وصدر عنها كتابان.
| العنوان                                                                                           | الكاتب        | دار النشر   | بلد النشر | تاريخ النشر | عدد الصفحات |
| ------------------------------------------------------------------------------------------------- | ------------- | ----------- | --------- | ----------- | ----------- |
| مسالك الإبلاغ ومقاصد التأليف في الخطاب الروائي المعاصر: "الملائكة لا تطير" لفاطمة بن محمود نموذجا | لمجد بن رمضان | دار الكتاب  | تونس      | 2022        | 198         |
| فاطمة بن محمود، الشجرة التي تمشي                                                                  | د. مريم جبر   | دار الأمينة | تونس      | 2024        | 200         |
| الرواية المعاصرة و آفاق القراءة و التأويل، رواية "الملائكة لا تطير" لفاطمة بن محمود نموذجا        | الغربي عمران  | دار الأمينة | تونس      | 2024        | 216         |